# ATP Challenger Guangzhou 2014
L'ATP Challenger Guangzhou 2014 è stato un torneo di tennis facente parte della categoria ATP Challenger Tour nell'ambito dell'ATP Challenger Tour 2014. È stata la a edizione del torneo che si è giocato a Guangzhou in Cina dal 24 febbraio al 2 marzo 2014 su campi in cemento e aveva un montepremi di 50 000 $+H.

## Partecipanti singolare

### Teste di serie
| Nazionalità | Giocatore       | Ranking* | Testa di serie |
| ----------- | --------------- | -------- | -------------- |
| Giappone    | Gō Soeda        | 138      | 1              |
| Slovenia    | Blaž Rola       | 152      | 2              |
| Giappone    | Tatsuma Itō     | 153      | 3              |
| Giappone    | Yūichi Sugita   | 164      | 4              |
| Moldavia    | Radu Albot      | 165      | 5              |
| Giappone    | Hiroki Moriya   | 166      | 6              |
| Italia      | Thomas Fabbiano | 181      | 7              |
| Germania    | Andreas Beck    | 183      | 8              |

- Ranking al 24 febbraio 2014.

### Altri partecipanti
Giocatori che hanno ricevuto una wild card:
- Gao Xin
- Liu Siyu
- Ouyang Bowen
- Wang Chuhan

Giocatori che sono passati dalle qualificazioni:
- Toshihide Matsui
- Gong Maoxin
- Louk Sorensen
- Michael Venus
- Riccardo Ghedin (lucky loser)

Giocatori che hanno ricevuto un entry con un protected ranking:
- Izak van der Merwe

## Vincitori

### Singolare
Blaž Rola ha battuto in finale  Yūichi Sugita con il punteggio di 6–7(4–7), 6–4, 6–3

### Doppio
Sanchai Ratiwatana /  Sonchat Ratiwatana hanno battuto in finale  Lee Hsin-han /  Amir Weintraub con il punteggio di 6–2, 6–4